# Процесс двадцати одного
Проце́сс двадцати́ одного́ или Лопа́тинский проце́сс (по имени главного обвиняемого) — последний крупный процесс над революционными народниками. Проходил в Петербургском военно-окружном суде с 26 мая — 5 июня (6 июня — 17 июня) 1887 года. Основные обвиняемые (Лопатин, Якубович, Стародворский, Салова, Сухомлин, Антонов, C. А. Иванов, Конашевич) пытались восстановить «Народную волю» после разгрома 1881—1883. Двум из них (Стародворскому и Конашевичу) было предъявлено обвинение в убийстве главы политического сыска Г. П. Судейкина. Все подсудимые (кроме согласившихся на сотрудничество со следствием Елько и Гейера) стойко держались. Однако этот закрытый процесс в условиях спада революционного движения не получил широкого общественного отклика.

## Участники процесса

### Председательствующий
- Председатель Петербургского военно-окружного суда генерал-майор В. М. Цемиров.

### Государственный обвинитель
- Военный прокурор Петербургского военно-окружного суда, полковник Н. Н. Маслов.

### Защитники
В процессе принимали участие 11 защитников, в том числе В. Д. Спасович, С. А. Андреевский, Е. И. Утин, В. О. Люстиг и П. Г. Миронов. Лопатин хотел видеть в качестве своего защитника В. Н. Герарда, но того не было в Санкт-Петербурге, в результате защитником Лопатина стал Утин.

### Список подсудимых и приговор в окончательной форме
1. Антонов П. Л. — вечная каторга
2. Белоусов А. Г. (1857 — после 1934) — ссылка в Сибирь;
3. Белоусов С. Г. (1859 — после 1919) — оправдан;
4. Вольнов В. И.[2] — 15 лет каторги;
5. Гейер И. И. — 4 года каторги;
6. Добрускина Г. Н.[3] — 8 лет каторги;
7. Елько П. А. — 4 года каторги;
8. Ешин Л. П. (1857—1919[4][5]) — ссылка в Сибирь;
9. Иванов С. А. — вечная каторга;
10. Кирсанов В. И. — 4 месяца тюрьмы;
11. Конашевич В. П. — вечная каторга;
12. Кузин С. Е. (1866—1919) — 12 лет каторги;
13. Лебеденко П. М. — оправдан;
14. Ливадин В. В. — ссылка в Сибирь;
15. Лопатин Г. А. — вечная каторга;
16. Попов М. П. (1862—?) — ссылка в Сибирь;
17. Салова Н. М. — 20 лет каторги;
18. Стародворский H. П. — вечная каторга;
19. Сухомлин В. И. — 15 лет каторги;
20. Френкель Я. Г. (1861—1936)[6] — оправдан;
21. Якубович П. Ф. — 18 лет каторги.

## История
Следствие по делу продолжалось более трёх лет. Общее число привлечённых к дознанию доходило до 300 человек. Многие из них были подвергнуты наказаниям в административном порядке.
Первоначально к смертной казни были приговорены Лопатин, Салова, Сухомлин, С. А. Иванов, Якубович, Стародворский, Конашевич, Добрускина, Антонов, Вольнов, Кузин, Ливадин, Макар Попов, Елько и Гейер. Елько и Гейер сотрудничали со следствием и дали признательные показания на суде. Позднее подсудимым заменили смертную казнь на различные сроки каторжных работ или ссылку: пятеро осужденных — Лопатин, С. А. Иванов, Петр Антонов, Стародворский, Конашевич — были в заключении в Шлиссельбургской крепости. Сухомлина, Якубовича, Салову и Добрускину отправили на Карийскую каторгу; Вольнова и Кузина — на Сахалин; Попов и Ливадин были сосланы на поселение в Якутскую область. Трое подсудимых были оправданы, трое оставшихся были приговорены: к поселению, к ссылке в Западную Сибирь, и тюремному заключению.

### Рекомендуемые источники
- Процесс 21-го с приложением биографической заметки о Г. А. Лопатине. Женева, 1888;
- К истории процесса 21 (письма и показания П. Ф. Якубовича, публ. С. H. Валка), «Красный Архив», 1929, т. 5(36)-6(37), 1930, т. 1 (38);
- П. Л. Антонов в Петропавловской крепости (публ. С. Н. Валка), «Красный Архив», 1928, т. 6 (31);
- Добрускина-Михайлова Г. Н., Лопатинский процесс (Процесс 21), в сб.: Народовольцы, в. 3, М., 1931;
- Сухомлин В. И., Процесс двадцати одного, в сб.: «Народная воля» перед царским судом, в. 2, М., 1931;